# Carlos Meléndez
Carlos Meléndez, född 1 februari 1861, död 8 oktober 1919, var en salvadoransk politiker. Han var El Salvadors president mellan 1913 och 1914 samt mellan 1915 och 1918.